# Arz (rivière)
Pour les articles homonymes, voir Arz.
L'Arz est une rivière française qui coule en Bretagne, dans le département du Morbihan. C'est un affluent de l'Oust, donc un sous-affluent de la Vilaine.

## Géographie
Il prend sa source au nord-ouest de Plaudren, dans les landes de Lanvaux, dans le département du Morbihan, près du lieu-dit Talhouët, à 108 mètres d'altitude. Dans sa partie haute sur la commune de Plaudren, il s'appelle aussi, pour Géoportail, le ruisseau de Kergolher.
Il adopte rapidement la direction de l'est-sud-est, qu'il ne quittera pas tout au long de son parcours de 66,5 kilomètres. Il conflue avec l'Oust à Saint-Jean-la-Poterie, près de Redon à l'altitude 3 mètres, près des lieux-dits Près de Bonnard et Marais de Codilo.

## Communes et cantons traversées
Dans le seul département du Morbihan, l'Arz traverse quinze communes et cinq cantons :
- L'Arz prend sa source sur la commune de Plaudren[1]. Elle traverse ensuite, d'ouest en est, les communes de Monterblanc (dont elle constitue la limite nord), d'Elven, de Le Cours (limite sud), Larré (limite Nord), Molac, Pluherlin, Malansac (limite nord), Saint-Gravé (limite sud), Peillac (limite sud), Saint-Jacut-les-Pins (limite nord), Saint-Vincent-sur-Oust (limite sud), Saint-Perreux (limite sud-ouest) et Allaire (limite nord-est). La rivière se jette dans l'Oust au niveau de la commune de Saint-Jean-la-Poterie[1], mais son ancien cours s'y jetait dans la commune de Saint-Perreux.

Soit en termes de cantons, l'Arz prend source sur le canton de Grand-Champ, traverse les canton d'Elven, canton de Questembert, canton de Rochefort-en-Terre, et conflue sur le canton d'Allaire.

## Affluents
L'Arz a 23 affluents référencés et un vieux bras dont :
- le ruisseau de Fouëdic, 3,9 km, en rive droite
- le ruisseau de Robulboden, 3,8 km, en rive gauche
- le ruisseau de Kerbilet, 10,9 km, en rive droite avec la forteresse de Largoët ou tours d'Elven.
- le ruisseau des Landriaux, 3,5 km, en rive gauche dans le bois du Helfaux.
- le ruisseau de Saint-Christophe, 3,6 km, en rive droite
- le ruisseau du Moulin de la Haie, 4 km, en rive droite
- le ruisseau du Pont Drémo, 4,9 km, en rive gauche avec un affluent :
  - le ruisseau de la Lousiane, 2,4 km, en rive gauche
- le ruisseau du Moulin de Larré, 2,9 km, en rive droite
- le ruisseau de Saint-Gentien (dit aussi « Gueuzon »), 10,2 km, en rive droite avec l'étang du Moulin neuf (situé en majeure partie en Malansac, mais limitrophe aussi de Pluherlin et de Rochefort-en-Terre) et son affluent :
  - le ruisseau de l'Enfer, en rive droite

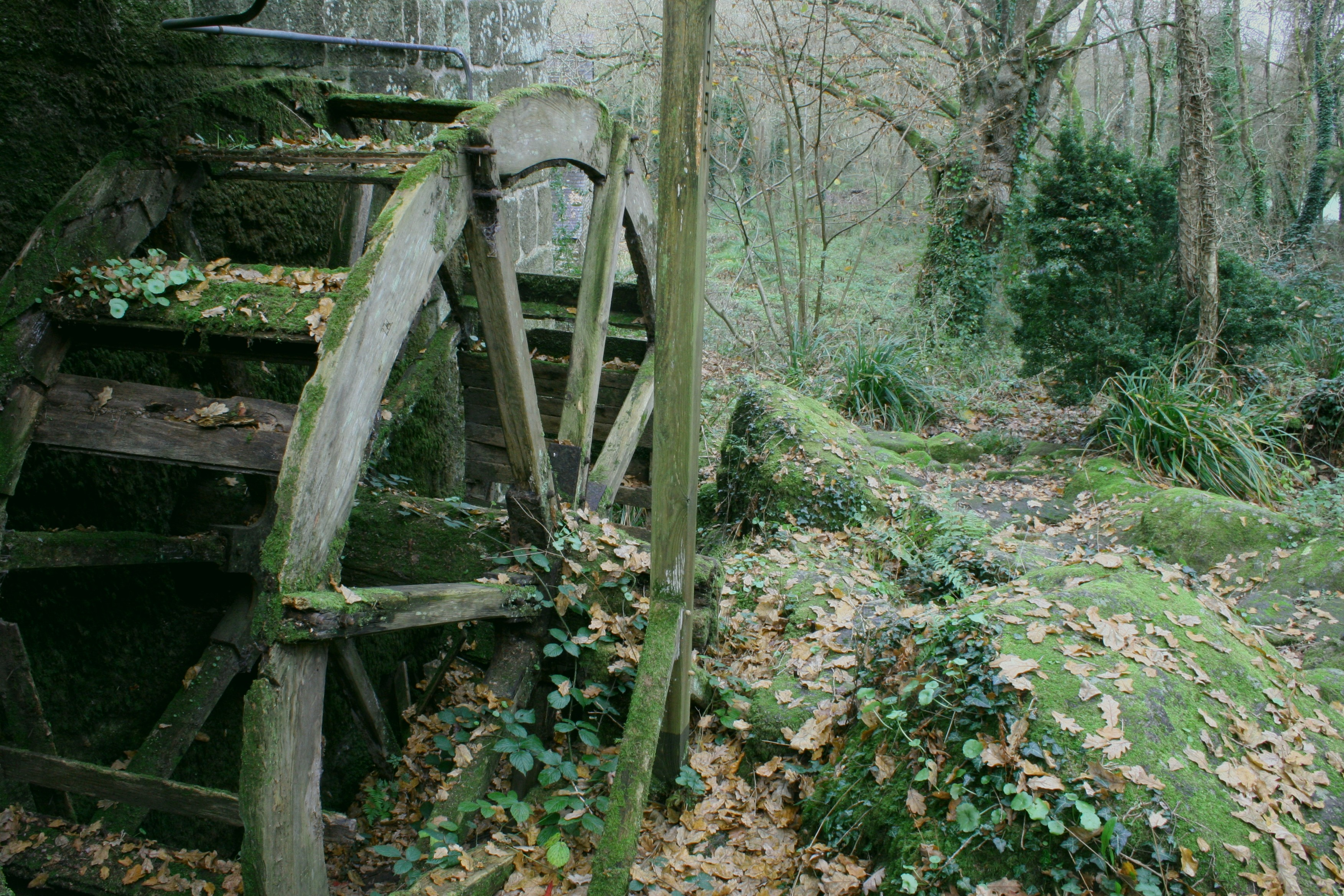
Moulin de Quip à Allaire.

- le ruisseau de Bodélio, 3,6 km, en rive droite
- le ruisseau les Éclopas, 7,6 km, en rive droite avec un affluent :
  - le ruisseau du Moulin Éon, en rive gauche 5,2 km
- le ruisseau le Quip, en rive droite
- le ruisseau de la Brochardais, 1,7 km, en rive droite
- l'ancien bras de l'Arz, en rive gauche donc au nord de l'Arz et sur la commune de Saint-Perreux.

## Hydrologie
L'Arz est une rivière assez abondante, mais fort irrégulière. Son débit a été observé sur une période de 31 ans (1977-2007), à Molac, assez loin de son confluent avec l'Oust. Le bassin versant de la rivière y est de 148 km2, c'est-à-dire moins de 60 % de sa totalité.
Le module de la rivière à Molac est de 2,26 m3/s.
L'Arz présente des fluctuations saisonnières importantes. On y distingue en effet deux périodes annuelles, les hautes eaux d'hiver et les basses eaux d'été. Les hautes eaux portent le débit mensuel moyen à un niveau allant de 3,6 à 5,7 m3/s, de décembre à mars, avec un maximum très net en janvier. Dès fin mars, la décrue s'amorce progressivement et continue tout au long du printemps. La période d'étiage se présente de la mi-juin à fin octobre, avec un minimum au mois de septembre (moyenne mensuelle de 0,288 m3/s). Au total, les oscillations saisonnières sont importantes. Cependant les fluctuations de débit peuvent être beaucoup plus prononcées encore sur de courtes périodes.
Le VCN3 peut chuter jusque 0,051 m3/s, en cas de période quinquennale sèche, soit 51 litres par seconde, ce qui est sévère.
En revanche les crues peuvent être assez importantes pour une petite rivière à bassin réduit, sans atteindre cependant les volumes de la Vilaine, du Semnon ou de l'Oudon situés plus à l'est. Les QIX 2 et QIX 5 valent respectivement 15 et 23 m3/s. Le QIX 10 est de 28 m3/s et le QIX 20 de 33 m3/s. Quant au QIX 50, il monte à 40 m3/s.
Le débit instantané maximal enregistré à Molac a été de 56,2 m3/s le 5 janvier 2001, tandis que le débit journalier maximal était de 48,3 m3/s le même jour. En comparant la première de ces valeurs à l'échelle des QIX de la rivière, il apparaît que cette crue était plus importante que la crue cinquantenale calculée (QIX 50), sans doute d'ordre centennal, et donc très exceptionnelle.
Au total, l'Arz est une rivière abondante. La lame d'eau écoulée dans son bassin versant est de 483 millimètres annuellement, ce qui est élevé, valant nettement plus que la moyenne d'ensemble de la France tous bassins confondus, mais aussi largement supérieur à la lame de la totalité du bassin de l'Oust (217 millimètres). Le débit spécifique (ou QSP) de la rivière atteint 15,3 litres par seconde et par kilomètre carré de bassin.

## Écologie
La vallée de l'Arz a été proposé comme SIC Site d'importance communautaire en décembre 1998. Elle ferait 1,234 hectares avec une altitude variant entre 120 mètres et 20 mètres.